# Pistou
Ne doit pas être confondu avec Pesto ou Pisto napolitain.
Le pistou ou sauce pistou est une recette traditionnelle de sauce froide de la cuisine provençale, à base de basilic, d'ail, et d'huile d'olive, traditionnellement pilonnés dans un mortier. Similaire au pesto de la cuisine ligure voisine (mais traditionnellement sans fromage), ou des persillade et aïoli, il est un des ingrédients en particulier de la soupe au pistou.

## Étymologie
Pistou est un mot provençal, issu du bas latin pistare (en français : « broyer, fouler »), et de l'occitan pistar (« piler »).

## Utilisation
À l'instar des caviar d'aubergine, tapenade, anchoïade, pissalat, pesto, persillade, aïoli, le pistou se déguste en apéritif sur des tranches de pain, ou peut agrémenter des recettes de la cuisine provençale, avec en particulier la soupe au pistou (avec des légumes frais et secs et des pâtes), ou des viandes, poissons, pâtes (pâtes vertes sauce pistou), riz, salade, minestrone, couscous, etc.

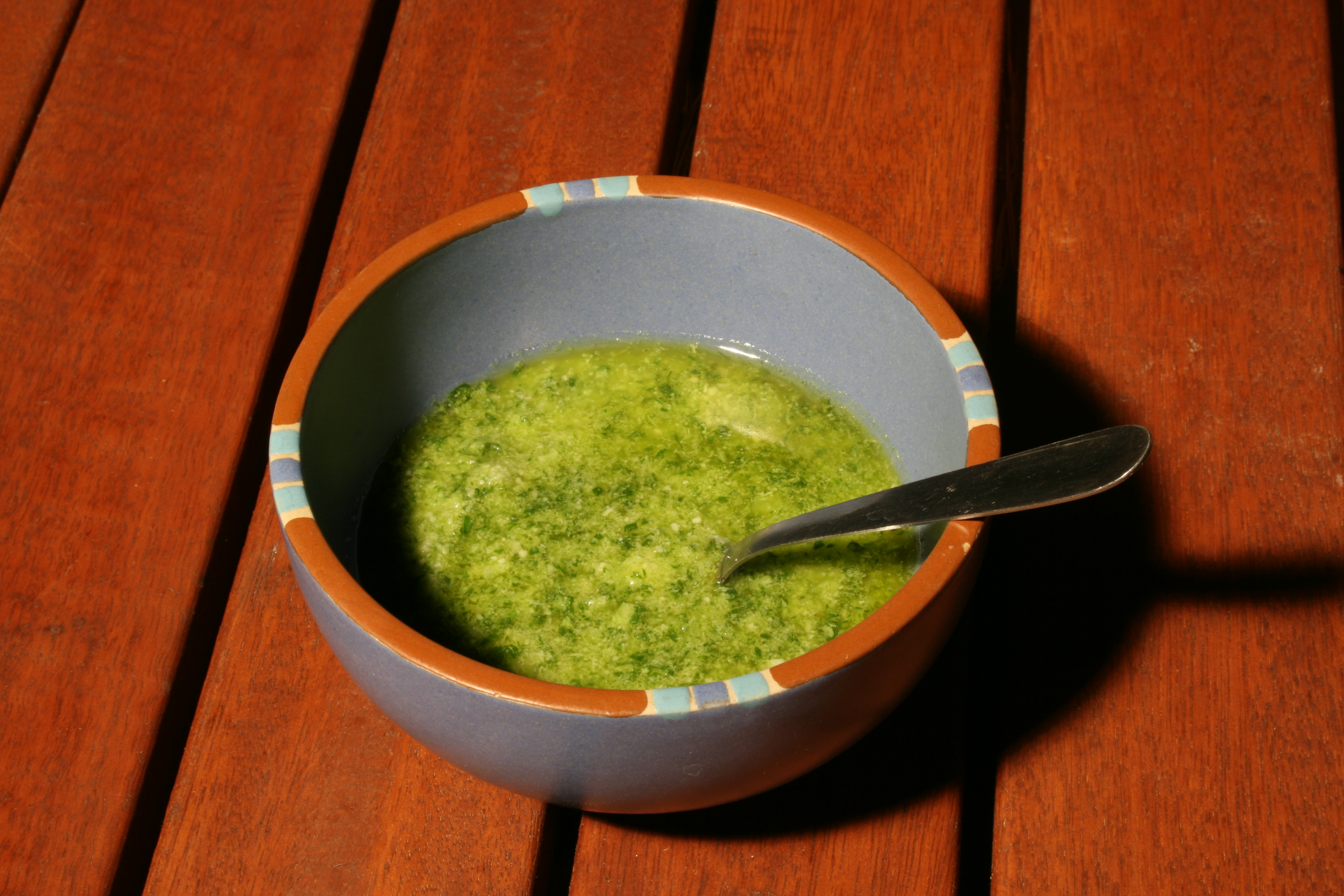
Pistou.
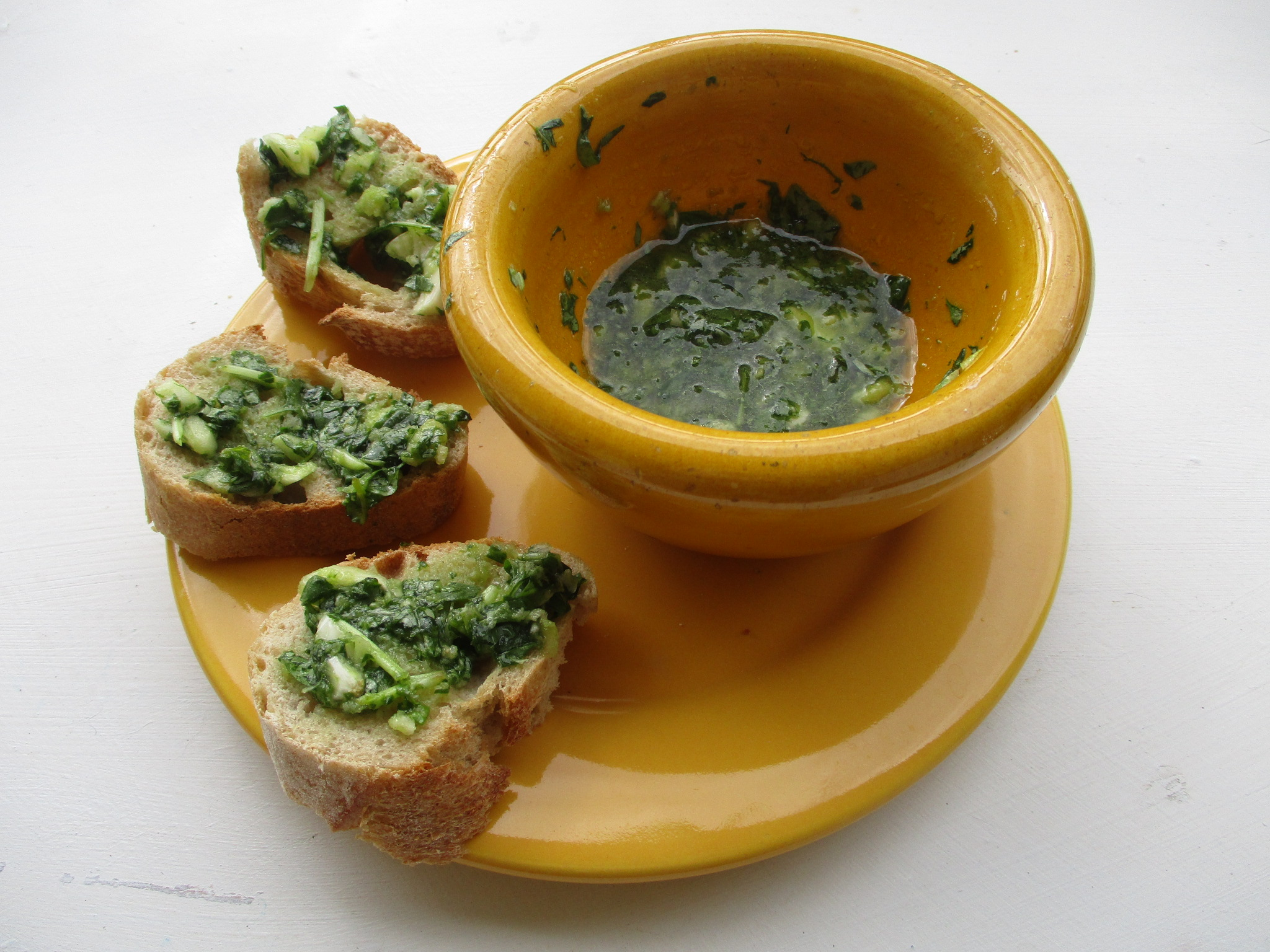
Sur tranches de pain.
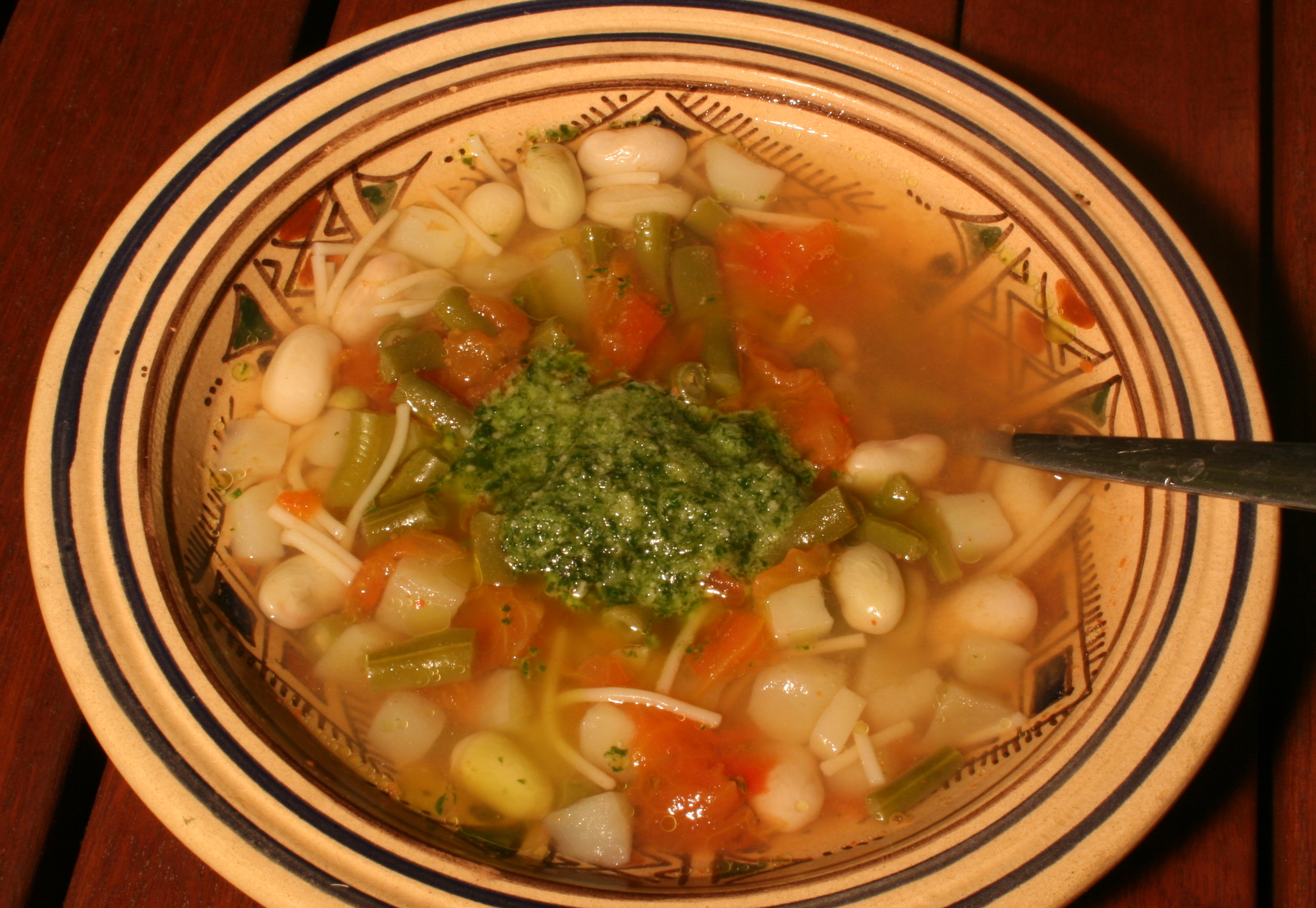
Soupe au pistou.

## Préparation
Traditionnellement, le pistou se prépare en utilisant trois ingredients, en les pilant ensemble au mortier et pilon : des gousses d'ail, des feuilles de basilic et de l'huile d'olive qui est ajouté une fois les premiers réduits en purée. La préparation est ensuite salée et poivrée. Selon les versions divers ingrédients sont également utilisés comme de la tomate concassée, du fromage (edam, mimolette ou parmesan),.

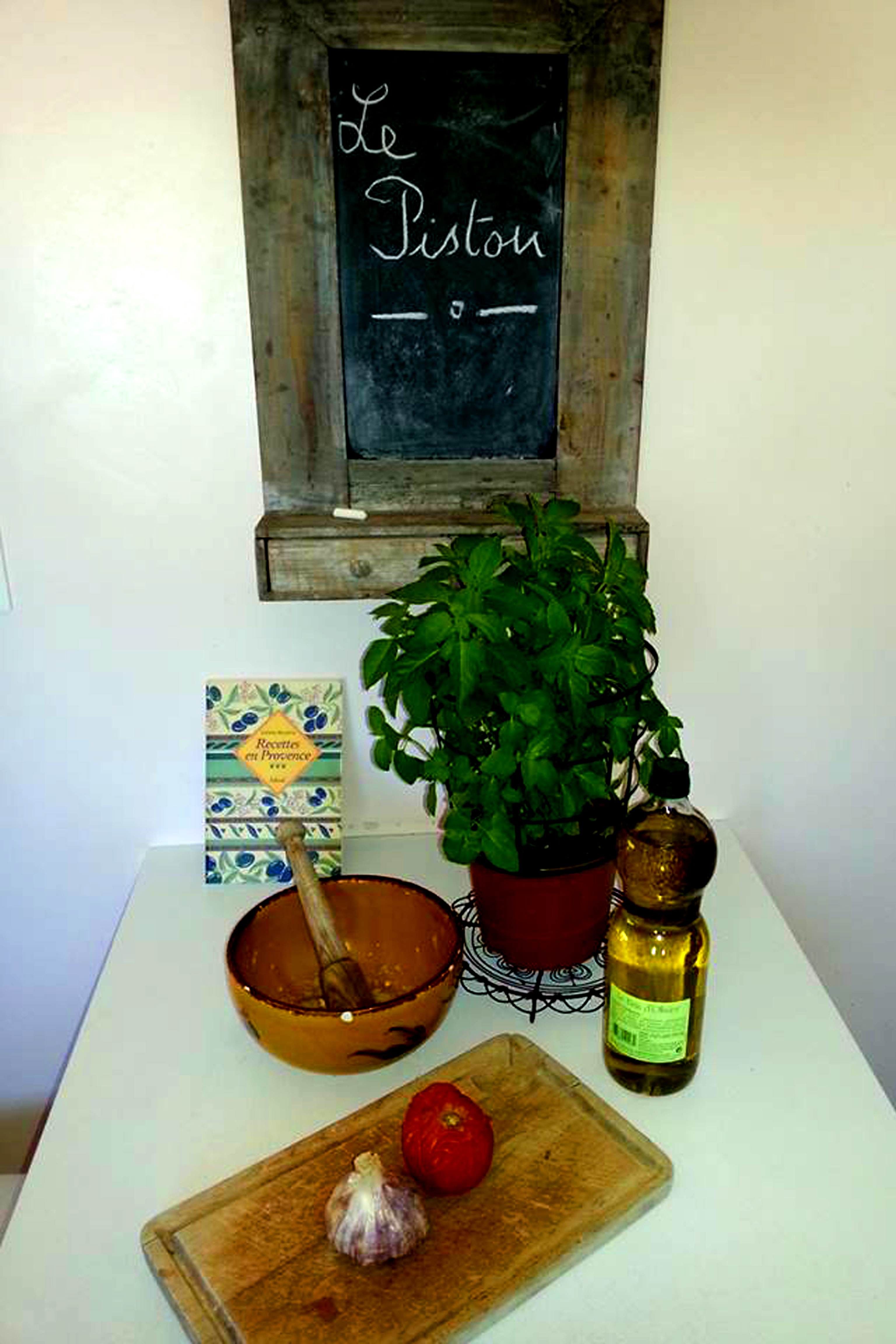
Préparation du pistou, avec mortier et pilon, ail, basilic, et huile d'olive.

Par dévoiement, le pistou est parfois confondu avec le basilic, qui n'est qu'un de ses ingrédients. Contrairement au pesto de la cuisine ligure, le pistou se prépare traditionnellement sans pignons de pin et sans fromage râpé.